# NGC 2944-1
NGC 2944-1 is een spiraalvormig sterrenstelsel in het sterrenbeeld Leeuw. Het hemelobject werd op 27 maart 1886 ontdekt door de Oostenrijkse astronoom Johann Palisa. Het bevindt zich in de buurt van NGC 2944-2.

## Synoniemen
- UGC 5144
- IRAS09363+3232
- MCG 6-21-67
- KUG 0936+325A
- ZWG 181.78
- Z 0936.4+3233
- VV 82
- Arp 63
- PGC 27533